# Barbara Fantechi
Barbara Fantechi (1966) è una matematica italiana, specializzata in geometria algebrica e professoressa ordinaria presso la Scuola Internazionale Superiore di Studi Avanzati a Trieste.

## Biografia
Tra il 1988 e il 1990, Fantechi ha conseguito laurea presso l'Università di Pisa, con la tesi Secanti di varietà proiettive e applicazioni con la supervisione di Fabrizio Catanese, e ha conseguito dottorato di ricerca presso la Scuola Normale Superiore di Pisa.
Attualmente fa parte del gruppo di ricerca Geometry and Mathematical Physics ed è docente della Scuola Internazionale Superiore di Studi Avanzati.

## Riconoscimenti
- (2018) Ha conseguito il premio Tartufari per la Matematica dall'Accademia dei Lincei.[2]
- (2017-2018) È stata rettrice del Mathematical Sciences Research Institute.[3]

## Pubblicazioni
- Kai Behrend e Barbara Fantechi, The intrinsic normal cone, in Inventiones Mathematicae, vol. 128, n. 1, 1º marzo 1997,  pp. 45-88, Bibcode:1997InMat.128...45B, DOI:10.1007/s002220050136, arXiv:alg-geom/9601010.